# Maud (navio)

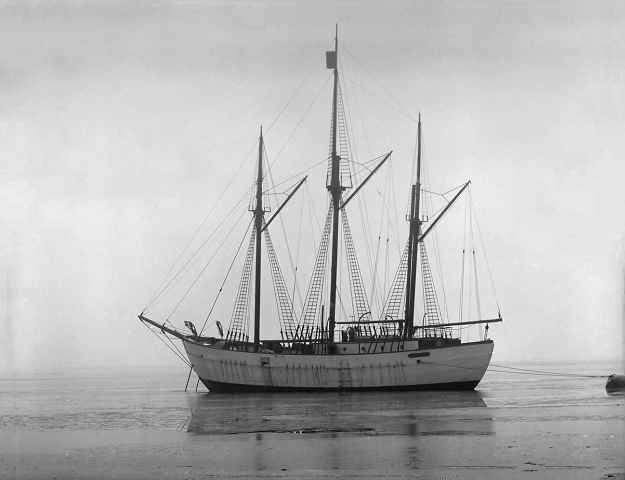
Navio polar Maud em 1918.

Maud foi um navio construído em um estaleiro de Asker, Noruega, especialmente para o explorador polar Roald Amundsen que utilizou o navio na tentativa de atravessar a Passagem do Nordeste em sua Segunda Expedição ao Ártico.
O nome do navio é uma homenagem a rainha Maud da Noruega.
Roald Amundsen não atingiu os seus propósitos e a expedição foi considerada um fracasso por não realizar a travessia. O barco esteve entre 1918 a 1924 no Ártico, para finalmente aportar em Nome no Alasca. Em agosto 1925 sem recursos e falido Roald Amundesen vendeu o navio para a Hudson's Bay Company (HBC). A embarcação recebeu um novo nome sendo registrada como Baymaud. Devido ao seu calado o navio mostrou ser inadequado para navegar na região, e passou a ser utilizado como estação de rádio e oficina. No inverno de 1930-1931 afundou em seu ponto de amarração, ficando submerso a uma profundidade de 7 metros.

## Especificações

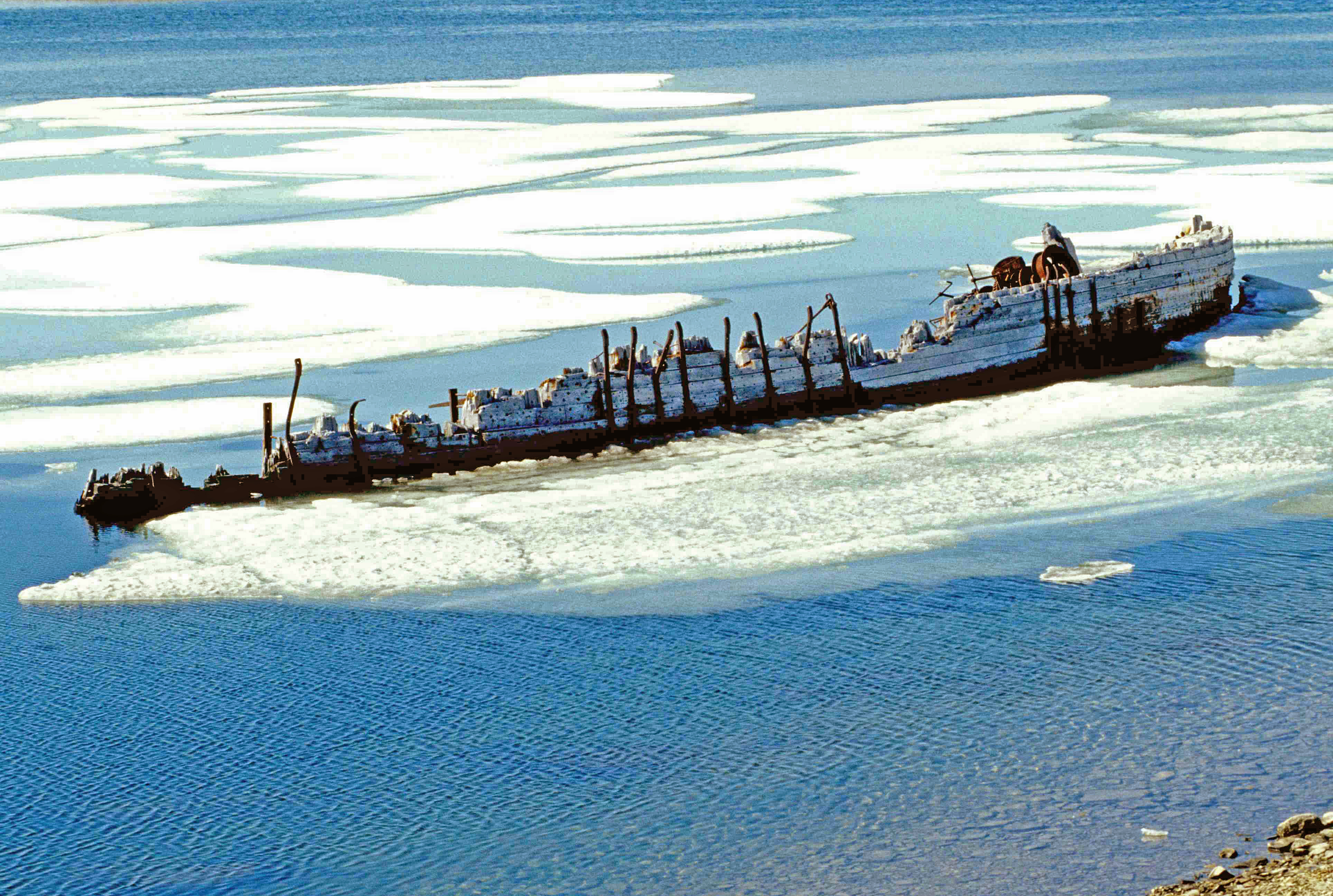
Destroços do Baymaud na Baia de Cambridge (Cambridge Bay) próximo a Ilha Victoria, no norte do Canadá.

A embarcação foi lançada ao mar em 1916, construído em madeira de carvalho e tinha as seguintes dimensões: 
- Comprimento: 36,5 m
- Boca:  12,3 m
- Calado: 4,85 m
- Tonelagem: 292 t
- Motorização: 240 hp (177 kW) motor diesel de fabricado pela empresa sueca Bolinder [4]